# Philippe Léotard
Ange Philippe Paul André Léotard-Tomasi, mais conhecido como Philippe Léotard (Nice, 28 de agosto de 1940 - 25 de agosto de 2001), foi um ator  e cantor francês.